# 폭스바겐 투란
폭스바겐 투란(Volkswagen Touran)은 독일의 자동차 기업 폭스바겐이 생산·판매하는 컴팩트 MPV이다. 차명인 투란은 영어로 여행, 관광을 뜻하는 'Tour', 대형 MPV인 '샤란(Sharan)'의 합성어이다.

## 1세대

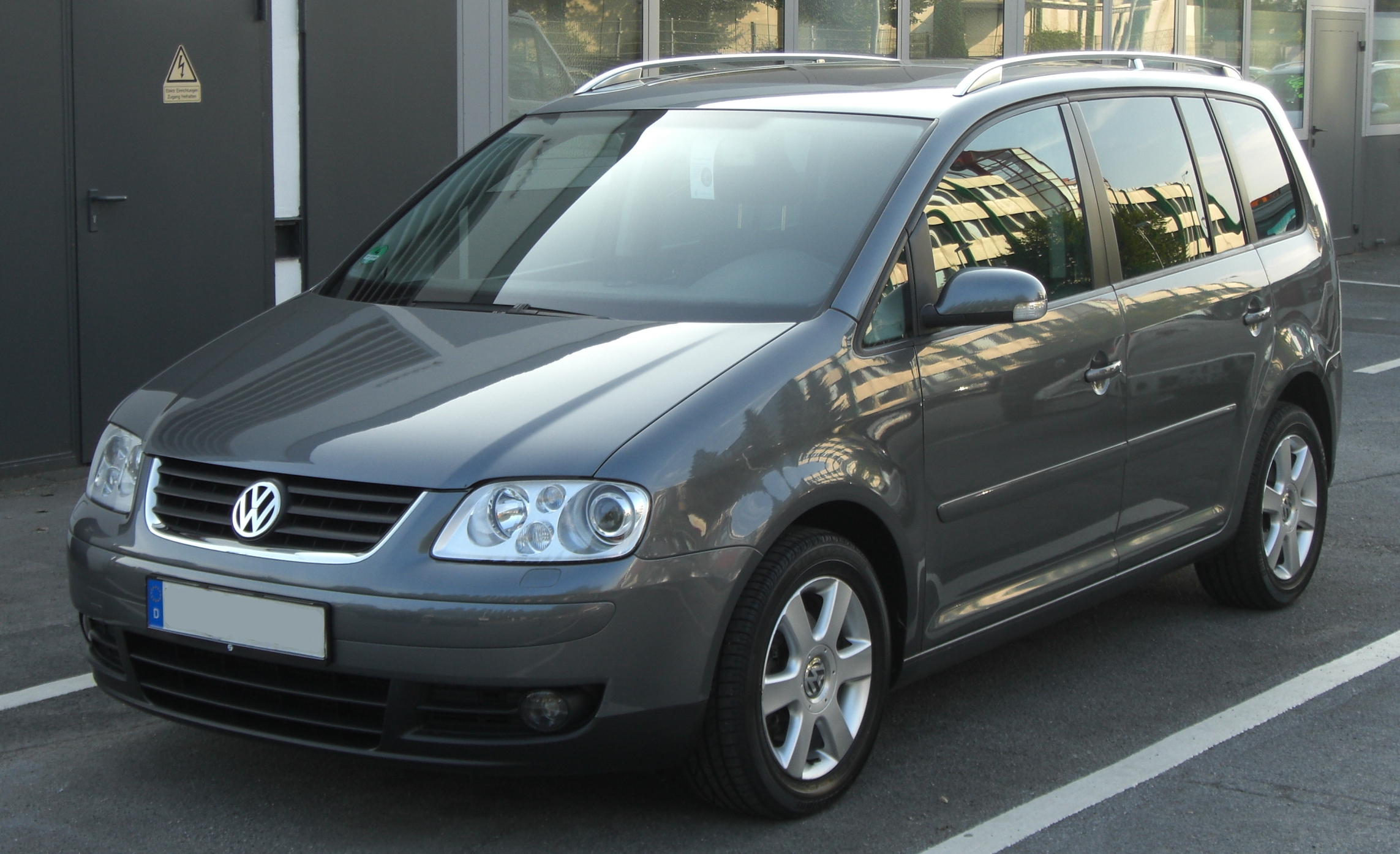
폭스바겐 투란(전기형) 정측면

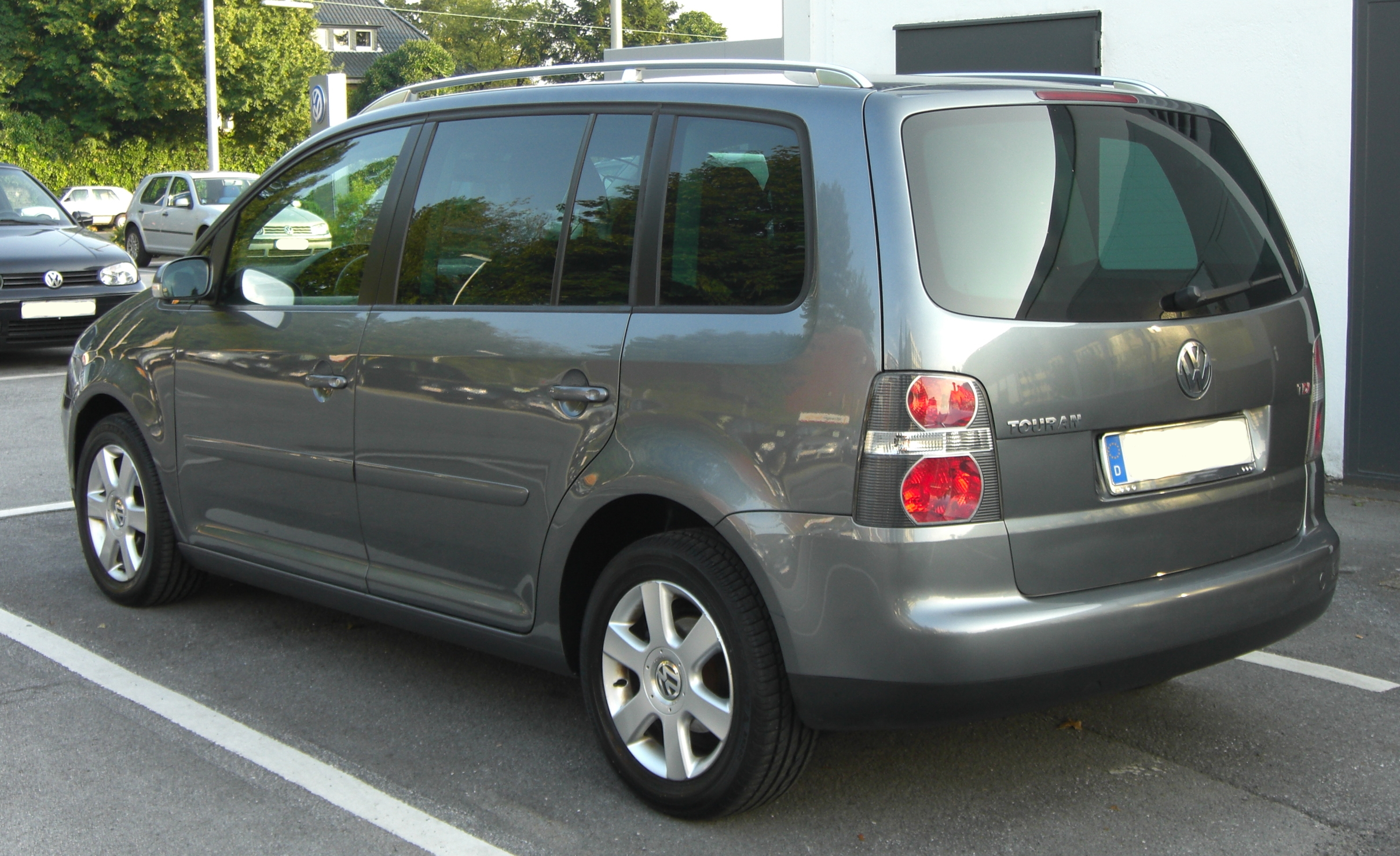
폭스바겐 투란(전기형) 후측면

2003년 가을에 출시되었다. 폭스바겐의 대형 MPV인 샤란의 아랫급 자리를 채우기 위해 개발되었으며, 골프 5세대를 기반으로 제작되었다. 2006년 10월에 페이스 리프트를 거쳤고, 이후 같은 해 12월에 고상형인 크로스투란이 선보였다. 2007년에는 주차 보조 시스템(Park Assist System)을 장착하였는데 이는 폭스바겐 그룹의 차량 중 최초로 장착된 경우이다. 2010년 12월에 다시 한 번 페이스 리프트를 거쳤다. 일본에서는 골프 투란으로 팔렸다. 유로 NCAP에 별 5개로 안전한 평가를 받았다. 중국에서는 상하이 폭스바겐을 통해 2004년 현지 생산을 시작한 이래 현재까지 생산중이다.

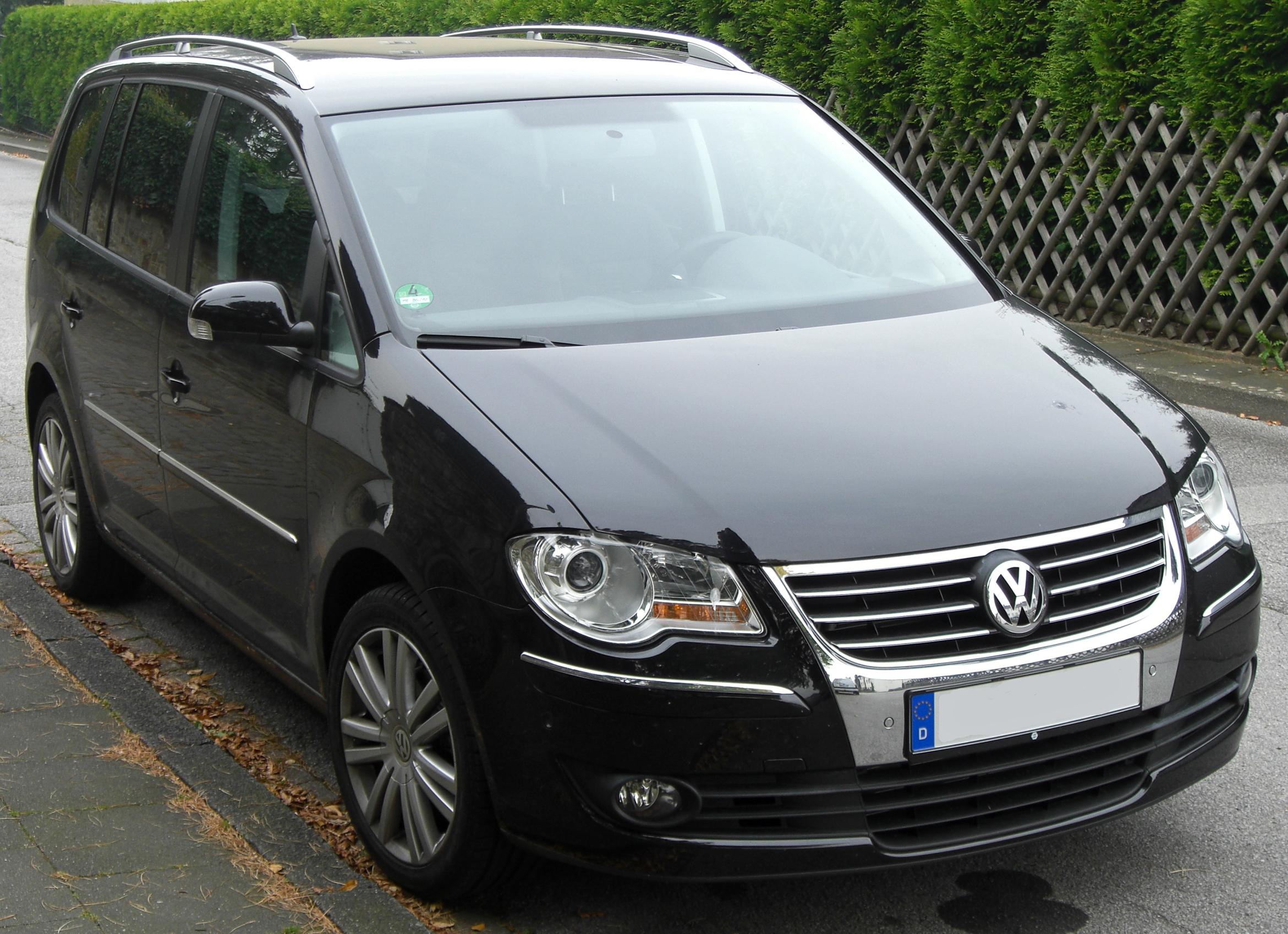
폭스바겐 투란(중기형) 정측면
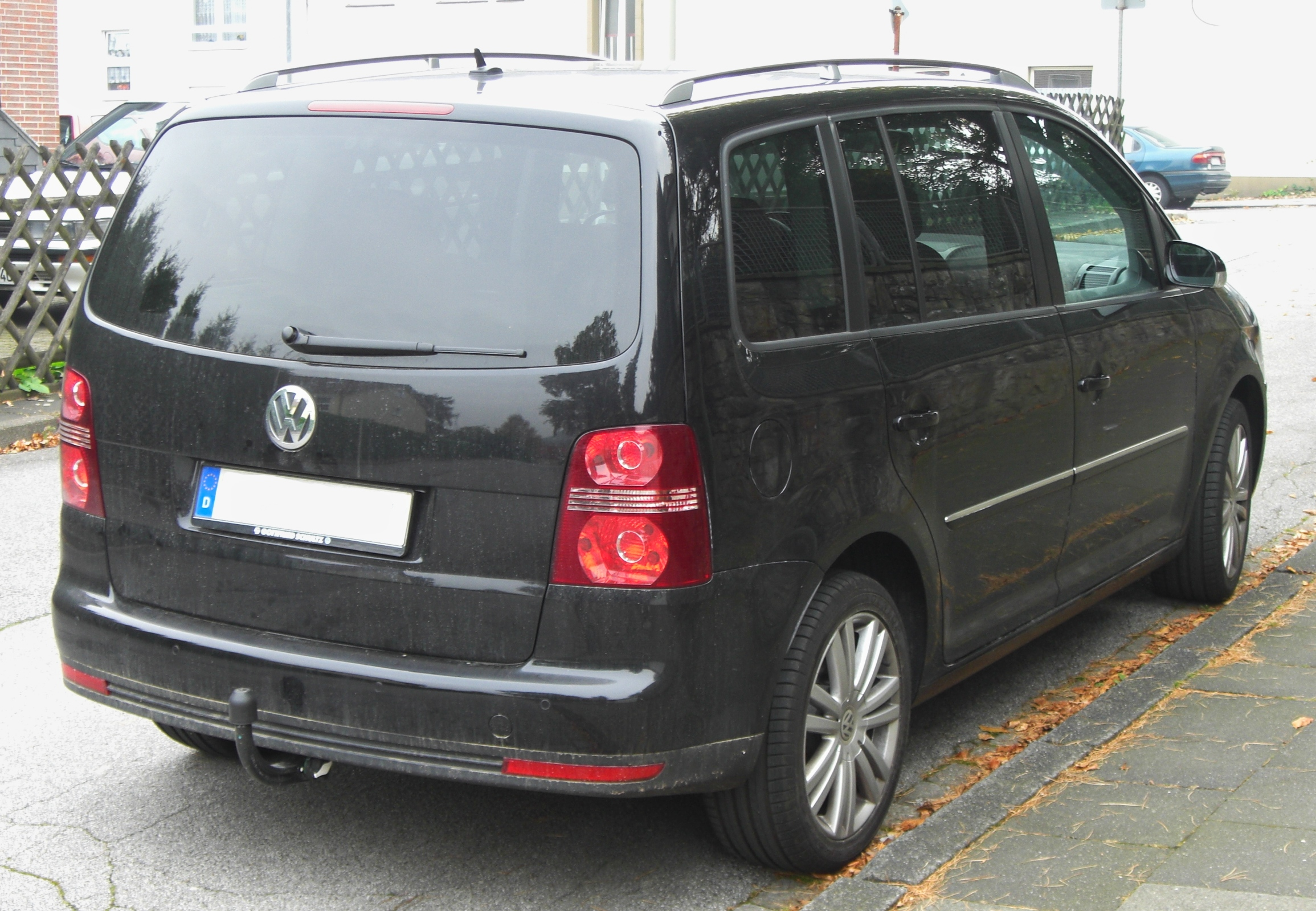
폭스바겐 투란(중기형) 후측면
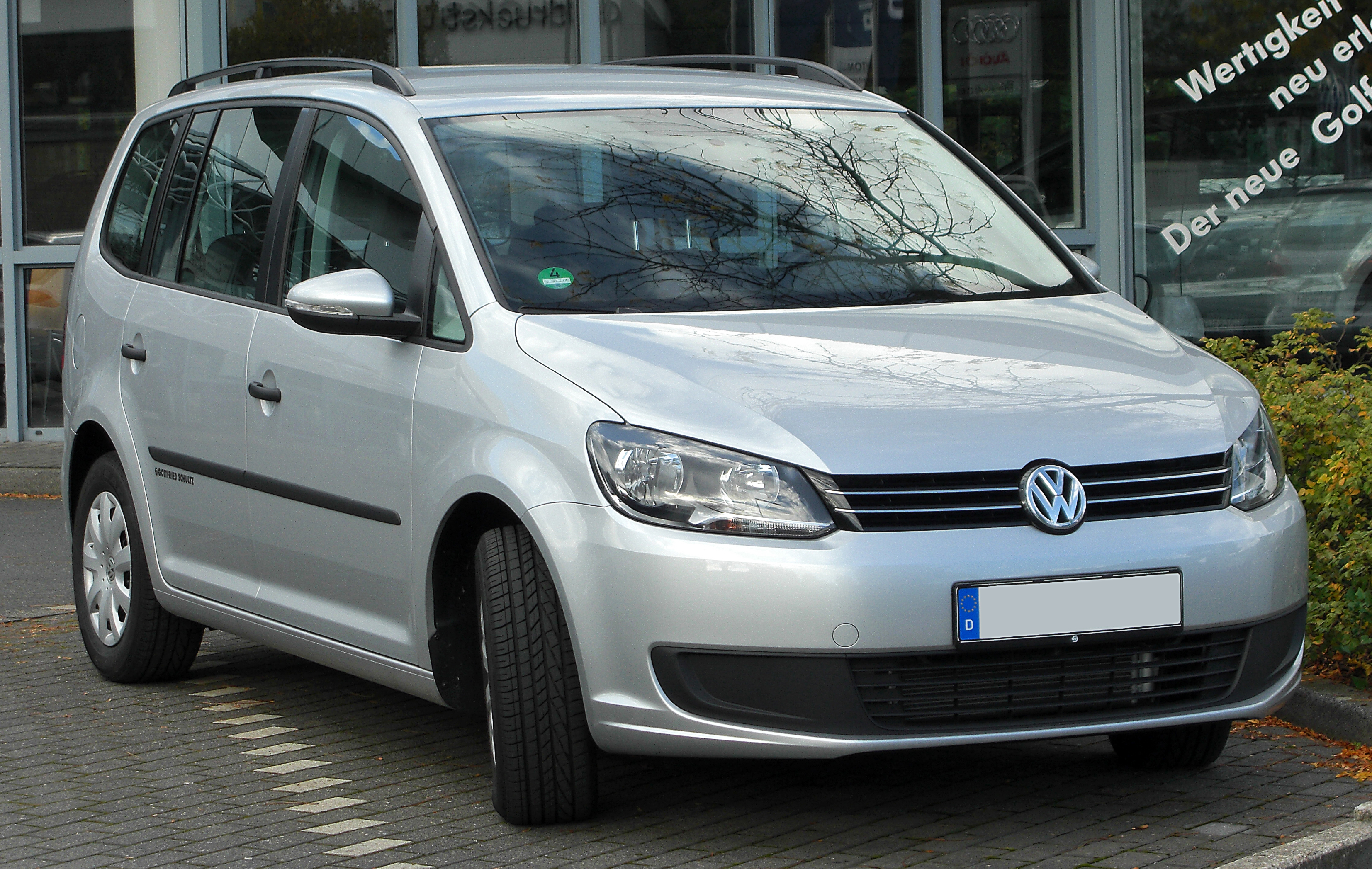
폭스바겐 투란(후기형) 정측면
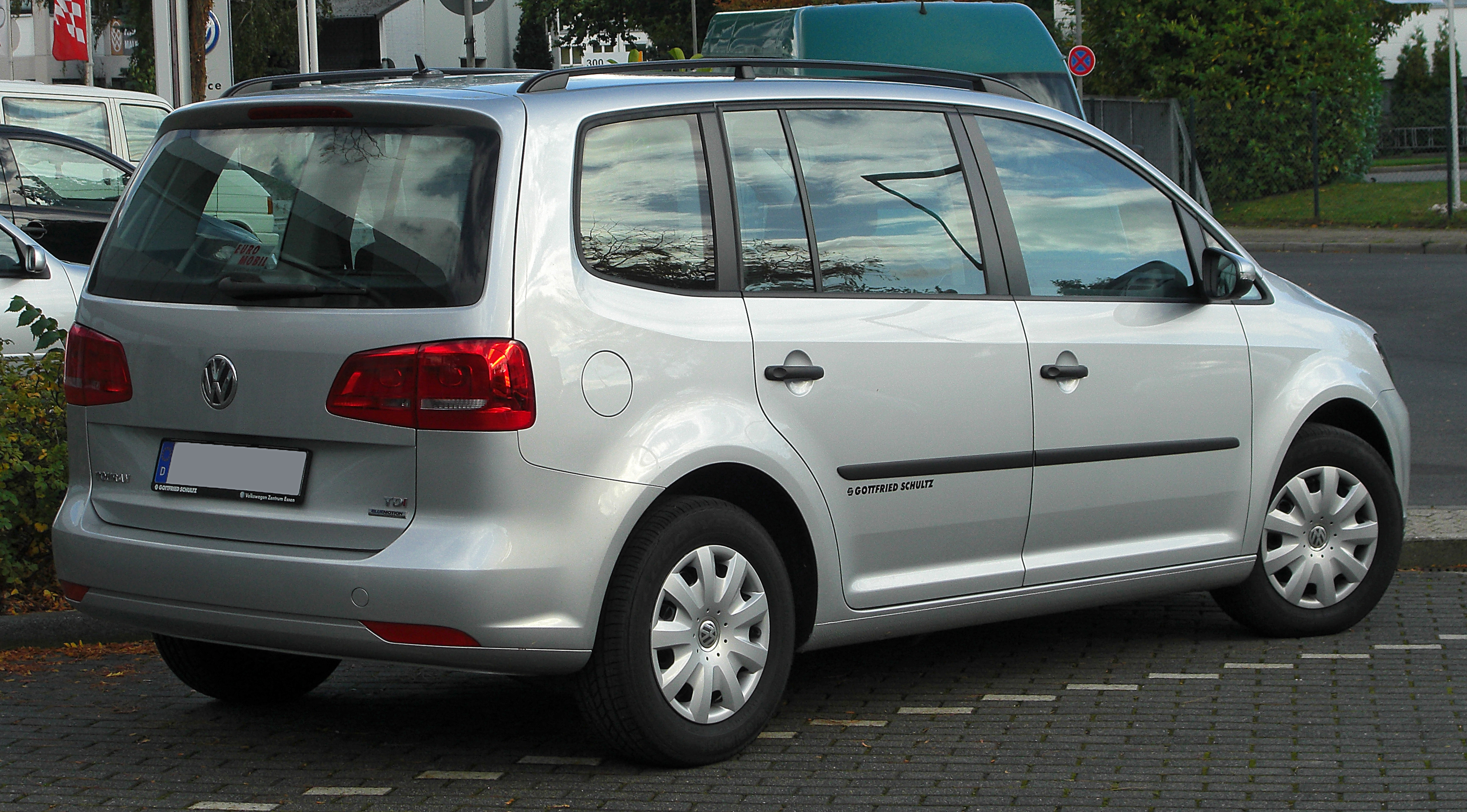
폭스바겐 투란(후기형) 후측면

## 2세대

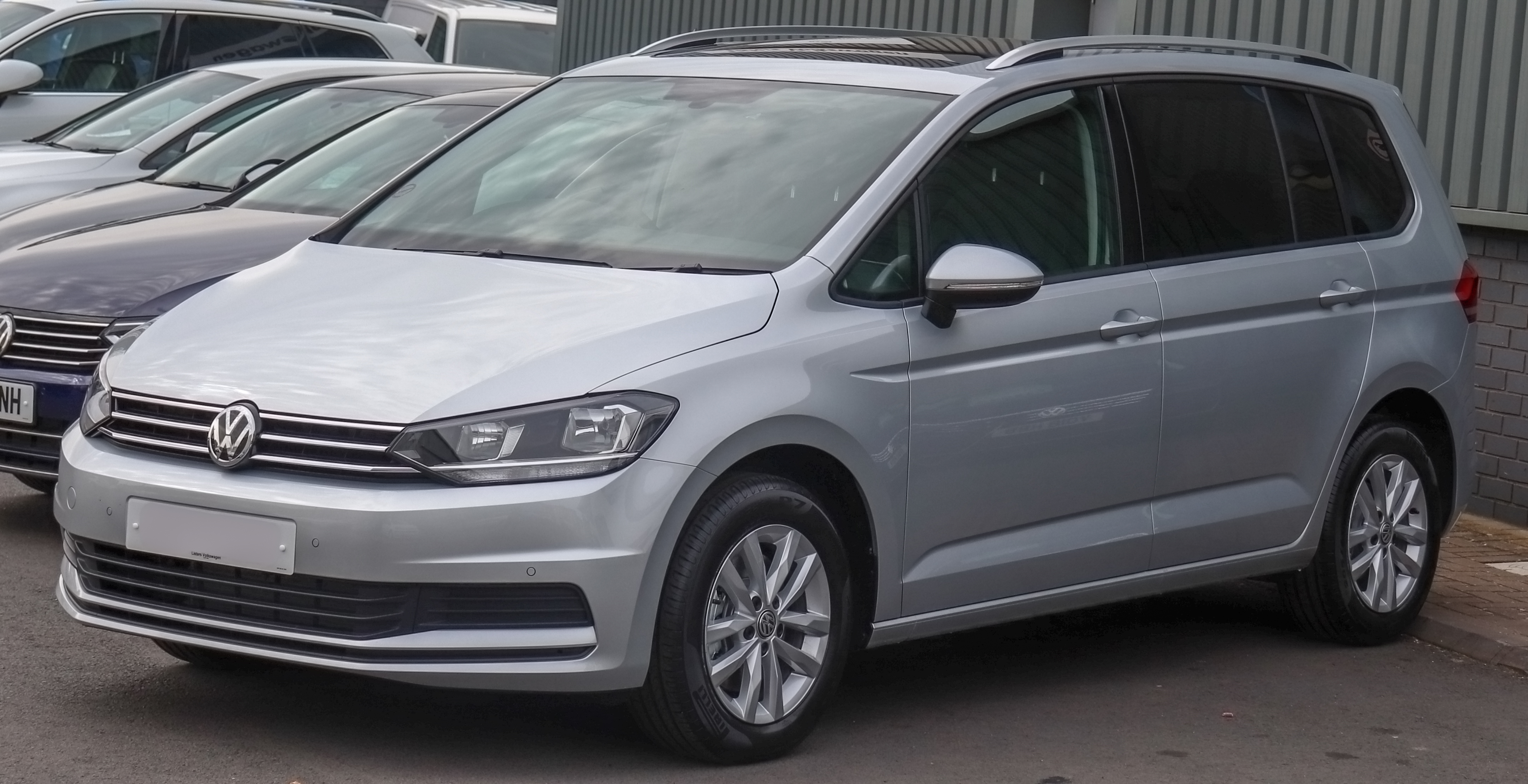
폭스바겐 투란 정측면

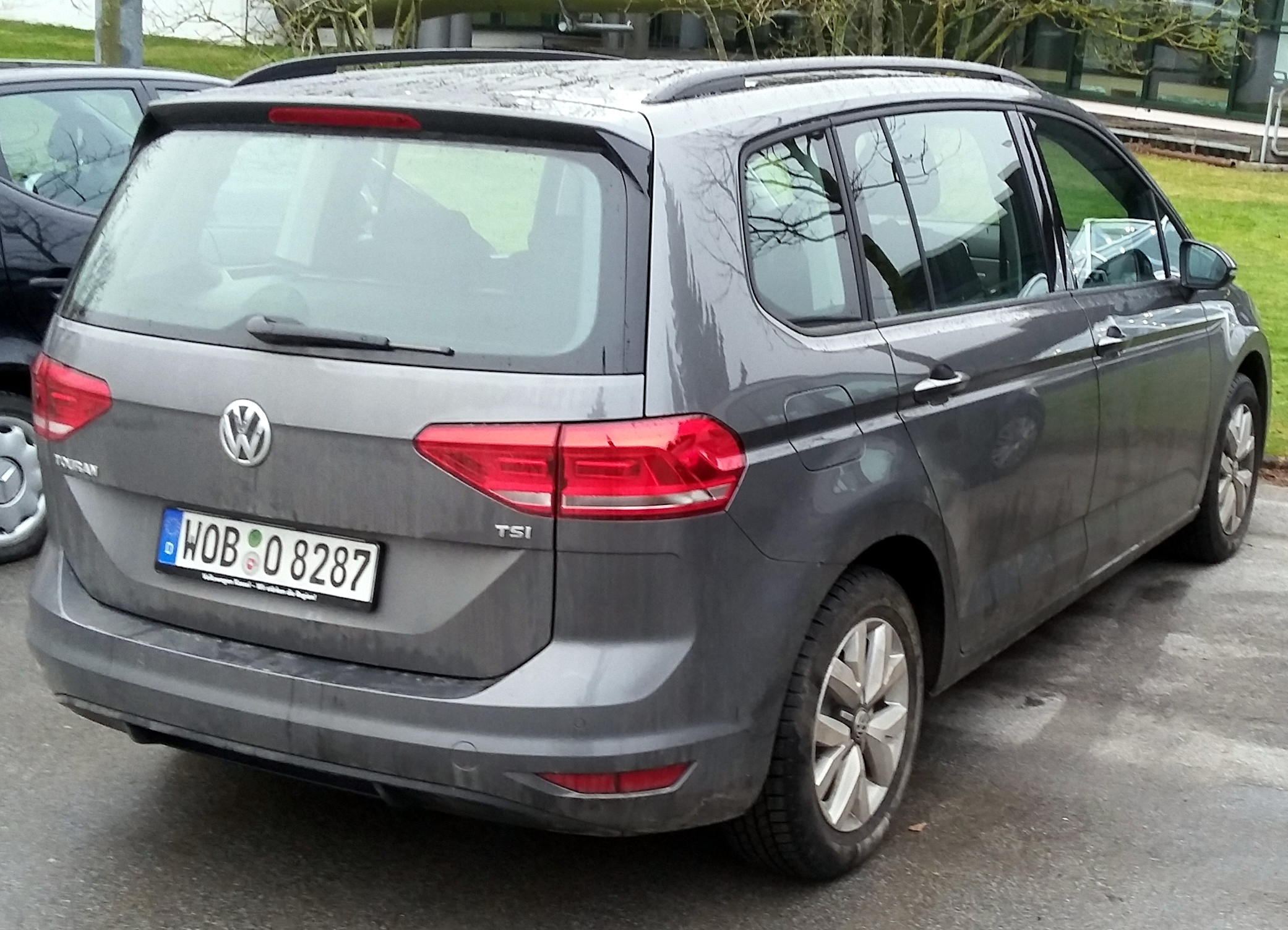
폭스바겐 투란 후측면

2015년 3월에 제네바 모터쇼에서 공개됨과 동시에 출시되었다. MQB 폴랫폼이 채용되어 기존 모델에 비해 62kg의 경량화하였고, 아이들링 스톱 기구와 에너지 회생 시스템을 표준 탑재하여 1세대에 비해 최대 19%의 연비가 향상되었다. 인포테인먼트 시스템은 미러링크, 애플 사의 카플레이, 그리고 구글 사의 안드로이드 오토에 해당하는 앱-커넥트를 탑재하여 스마트폰과의 연동성도 높이고 있다.